# Tardiglaciaire

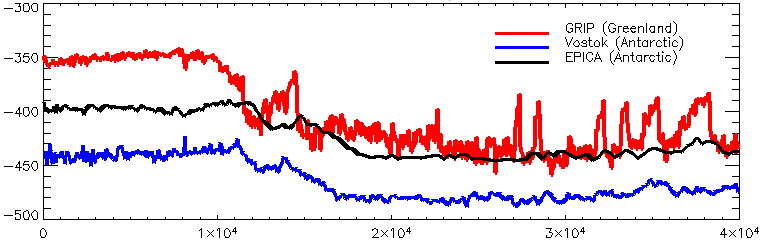
Enregistrement des variations de températures pour les 40000 dernières années (d'après les variations du taux de l'isotope 18O de l'oxygène : plus le est bas et plus les températures moyennes globales sont froides). Les résultats sont issus de carottages dans les glaces du Groenland, du lac Vostok et de données du Projet EPICA.

En paléoclimatologie, le Tardiglaciaire est la dernière phase du Pléistocène, précédant l'époque actuelle de l'Holocène. Il correspond à l'ultime subdivision de la dernière glaciation (dite « glaciation de Würm » dans les Alpes), durant laquelle le climat se réchauffe relativement tout en étant marqué par des oscillations froides. Il précède la période interglaciaire actuelle (aussi appelée postglaciaire), globalement chaude, qu'est l'Holocène.
Le Tardiglaciaire commence à la fin du dernier maximum glaciaire, vers 18 000 ans AP, et se termine avec la fin de la dernière oscillation froide appelée Dryas récent, vers 11 700 ans AP, soit vers 9 700 ans av. J.-C. Le Tardiglaciaire englobe le Dryas, correspondant aux trois oscillations froides de la période.

## Un phénomène global
L'illustration ci-dessus représente les variations des températures globales moyennes pour les 40 000 dernières années, reconstituées à partir du taux de l'isotope 18O de l'oxygène présent dans des carottes de glaces prélevées au Groenland et en Antarctique. Pour toutes les courbes, une élévation des températures est perceptible à partir de 18 000 ans AP environ. Le Tardiglaciaire correspond à cette phase de relatif radoucissement global, marquée par d'importantes fluctuations relativement brusques.
La période plus chaude du Bölling a été révélée par les carottes du forage profond du NorthGrip, le North Greenland Ice Core Project : la courbe des afflux d'eaux de fonte dans l'océan montre un épisode de fonte accélérée, le Meltwater pulse 1A daté de 14 700 ans AP, cette déglaciation voyant la température de l'hémisphère nord augmenter de près de 5 °C en quelques dizaines d'années et la remontée du niveau global des océans de 14 mètres en quelque 350 ans, soit un minimum de 40 mm par an.

## Des variations régionales

### En Europe et Atlantique Nord
Le Tardiglaciaire est une période de radoucissement relatif entrecoupé de coups de froid se traduisant par des dents de scie sur la courbe générale. L'importance et la durée de ces fluctuations dépend de l'hémisphère et de la région considérée.
En Europe, la palynologie a permis de préciser les paléopaysages et paléoclimats de cette époque, dont en France, par exemple dans le bassin parisien. L'étude des palynozones alpines a permis d'identifier cinq sous-périodes ou chronozones, :
- Dryas ancien ou Dryas I (16 500 à 14 700 AP) ;
- Bölling (14 700 à 14 100 AP) ;
- Dryas moyen ou Dryas II (14 100 à 13 900 AP) ;
- Alleröd (13 900 à 12 900 AP) ;
- Dryas récent ou Dryas III (12 900 à 11 700 AP)[5] : chute brutale des températures, recul des forêts (pins sylvestres, bouleaux) et retour de la steppe.

La courbe rouge de l'illustration en haut de page correspond à la zone du Groenland : elle montre une brusque montée de température vers 14 700 AP correspondant à l'épisode chaud de Bölling avant une chute brusque et de courte durée vers 14 100 AP (Dryas moyen). Une explication avancée — d'autres sont débattues, voir sur la page spécifique — pour ce phénomène, circonscrit à l'Atlantique nord et à l'Europe, est que la fonte de l'inlandsis européen permet alors aux courants océaniques chauds de l'Atlantique nord (Gulf stream) de remonter jusqu'à l'Islande, le réchauffement atteint alors un taux moyen de 4 °C par siècle et le niveau marin remonte de 28 m. C’est le Bölling. Ce brusque réchauffement favorise la fonte des glaciers du Groenland, libérant par conséquent de grandes quantités d'eau douce dans l'océan et stoppant temporairement la remontée des courants chauds marins. La température rechute alors, c'est le Dryas moyen. Puis les courants s'estompent, laissant les courants marins et la température remonter de manière à nouveau provisoire pendant l'Alleröd

### En Amérique du Nord
Dans les régions internes du continent nord-américain, le Tardiglaciaire est marqué par une crise pluviale entrainant la formation de lacs temporaires, tels que le lac Bonneville, à l'emplacement du Grand Lac Salé.

### En Afrique
La période est marquée par une aridité accrue, plus forte qu'aujourd'hui : les déserts tel que le Sahara étaient alors plus étendus et les forêts tropicales se réduisaient à quelques ilots le long du golfe de Guinée et en Afrique centrale. Ainsi, il est noté une lacune sédimentaire dans les occupations humaines d'Afrique de l'Ouest (Sahel) entre 25 000 et 11 000 ans AP, ce qui tendrait à démontrer que les hommes de l'époque auraient déserté cette zone pour des régions plus méridionales près des ilots forestiers subsistants. Toutefois, à la fin de la période, vers 15 000 ans AP, une transition climatique marquée par une forte instabilité s'installe.
Une phase humide commence au début de l'Holocène, favorable à l'extension géographique de la végétation et de l'Homme.

## Corrélation avec les cultures préhistoriques
D'un point de vue archéologique, le Tardiglaciaire correspond en Europe occidentale au Magdalénien et à l'Épipaléolithique. Le réchauffement relatif et la fonte des glaces permettent aux groupes magdaléniens occupant le Sud-Ouest de la France et la Péninsule Ibérique de migrer vers les territoires autrefois glacés, que ce soit vers le Nord (Belgique, Allemagne, Angleterre) ou vers les hautes altitudes (Pyrénées, arc alpin).

## Génétique
[style à revoir]
Il a été proposé que la distribution européenne de l'haplogroupe R1a du chromosome Y apparut du fait du recul de l'activité glaciaire permettant à la lignée masculine de se transporter des territoires actuels de l'Ukraine pour migrer et peupler graduellement le centre, le nord et l'ouest de l'Europe (voir aussi Swidérien). Alternativement, il a été suggéré que des mâles de l'haplogroupe Hg P*(xR1a1) ou haplogroupe R1b (ADN-Y) ont repeuplé la majeure partie de l'Europe peu de temps après le Dernier Maximum Glaciaire, relié à l'expansion des populations hors de la région Franco-Cantabrique (voir aussi Azilien ou Groupe à Federmesser). La distribution européenne de l'haplogroupe I du chromosome Y et des sous-clades variées associées a aussi été expliquée comme étant le résultat de la recolonisation mâle post-glaciaire de l'Europe à partir du refuge des Balkans, et de l'Europe de l'Est (voir aussi Ahrensbourgien et Culture de Hambourg).
Les mâles possédant l'haplogroupe Q (Y-ADN) sont des candidats pour représenter une portion significative de la population ayant traversé le détroit de Béring et peuplé le nord de l'Amérique pour la première fois.
La distribution de l'haplogroupe H (ADNmt) est candidat à représenter principalement la repopulation femelle de l'Europe après le Dernier Maximum Glaciaire de la région Franco-Cantabrique. Les haplogroupes (ADNmt) A, B, C, D, et X sont selon certains comme proposés pour un seul peuplement pré-Clovis de l'Amérique via une route côtière.